# Пебл Крик (Флорида)
Пебл Крик (енгл. Pebble Creek) насељено је место без административног статуса у америчкој савезној држави Флорида.

## Демографија
По попису из 2010. године број становника је 7.622, што је 2.798 (58,0%) становника више него 2000. године.
| Група             | 2000.         | 2010.         |
| Белци             | 3.702 (76,7%) | 4.180 (54,8%) |
| Афроамериканци    | 294 (6,1%)    | 916 (12,0%)   |
| Азијати           | 294 (6,1%)    | 975 (12,8%)   |
| Хиспаноамериканци | 450 (9,3%)    | 1.370 (18,0%) |
| Укупно            | 4.824         | 7.622         |